# NN-234
La carretera NN-234 es una vía departamental secundaria del departamento de León, en Nicaragua. Con una extensión de 5.01 km, fue inaugurada en el año 2014 y conecta el empalme con la comunidad de La Ceiba, mejorando la accesibilidad local.

## Trazado y cruces
La siguiente tabla muestra las principales localidades que atraviesa la carretera NN‑234:
| km   | Localidad        | Departamento | Conexión / Ruta |
| ---- | ---------------- | ------------ | --------------- |
| 0.0  | Empalme La Ceiba | León         | NN 233          |
| 5.01 | La Ceiba         | León         |                 |

## Coordenadas
Uno de los tramos de la NN-234 puede encontrarse en las coordenadas: 12°25′48″N 86°52′48″O / 12.4300, -86.8800 *(aproximadas)*